# 福尔格冰川

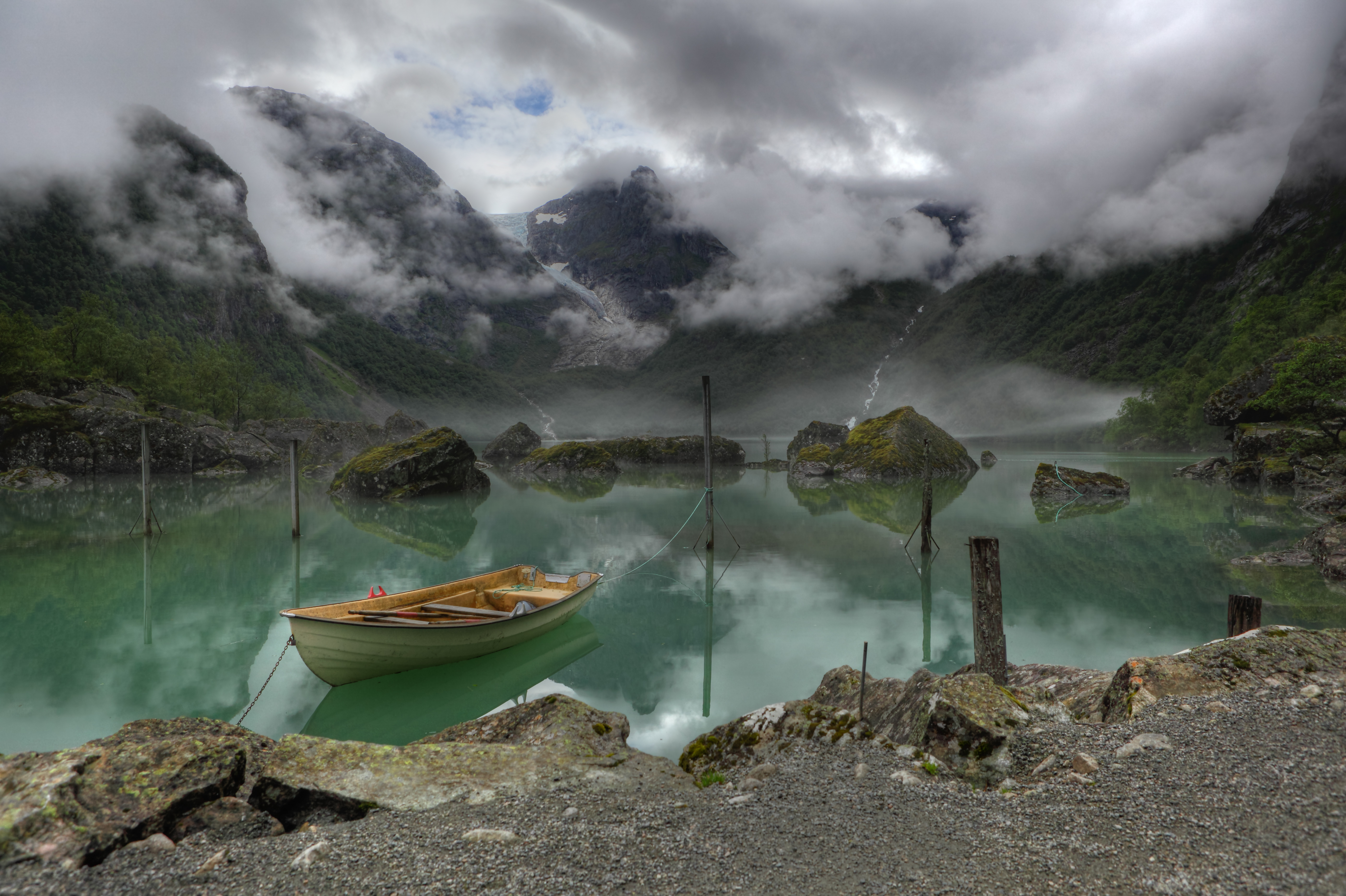
挪威邦德胡斯湖，后面为邦德胡斯冰川，为福尔格冰川的一部分。

福尔格冰川（Folgefonna）位于挪威哈当厄峡湾，由3部分组成，总计面积207平方公里。2005年5月14日，福尔格国家公园成立，保护冰川和周边地区。